# 台湾旅行法
台湾旅行法（たいわんりょこうほう、英：Taiwan Travel Act（下院：H.R.535、 上院：S.1051））は、アメリカ合衆国連邦議会を2018年2月28日に通過し、3月16日にアメリカ合衆国大統領（ドナルド・トランプ）の署名を受け成立した法律。アメリカ合衆国および台湾（中華民国）の高級官僚の相互の訪問を促進する法律である。

## 背景
1979年にアメリカ合衆国は中華人民共和国と国交を開始し、また同年台湾関係法が制定されて以来、台湾との外交を自粛し、非公式な関係を保ってきた。
2016年9月、台湾旅行法法案がアメリカ合衆国下院に提出され、同じ9月に上院に提出されたものの否決されている。
2017年の1月、台湾旅行に関するH.R.535法案が下院へ、続く5月に上院案S.1051が提出される。2018年1月下院で法案通過。2月28日には上院全会一致で法案が議会を通過した。その後同法制定・施行のためドナルド・トランプ大統領の署名待ちとなったが、議会への差し戻しさえなければ自動的に法案は成立することになっていた。
2018年3月16日（ワシントンD.C.現地時間）、トランプ大統領の署名により台湾旅行法は成立し、ホワイトハウスでは注目を避ける際の通例となっている「金曜日の夜」に発表された。

## 概要
同法は、あらゆるレベルのアメリカ当局者が台湾へと渡航し会談すること、および台湾高官が米国に入国し、アメリカ合衆国国務省および国防総省の職員を含むアメリカ当局者と会うことを認め促す内容となっている。
上院を通過した同法は、5つのセクション（Section）に分かれている。
法案
- アメリカ合衆国と台湾の間の全ての階級における訪問を促進するため、またその他目的のために

セクション1：略称
- “台湾旅行法”（Taiwan Travel Act）という略称が用いられることを表明

セクション2：確認事項
- 1979年に制定・施行された台湾関係法以来、アメリカ合衆国は台湾との交流を自粛してきたこと、そのためアメリカと台湾の高官交流が不十分な状態であったことを連邦議会で確認している

セクション3：政策声明
- アメリカ合衆国の全ての階級の当局者間の台湾への訪問を認めること、および台湾の高官がアメリカ国務省および国防総省を含む内閣機関の当局者と面会することを許可している
- 台北経済文化代表処およびアメリカ国内に台湾によって設立されたあらゆる活動を振興することを表明している

セクション4：権限
- アメリカ合衆国の全ての階級の当局者が台湾へ旅行し、台湾当局者と会うことを許可している

セクション5：半年ごとの報告
- 法律施行後180日ごとに、当局者の台湾への旅行に関するレポートをアメリカ合衆国国務長官が上院外交委員会および下院外交委員会へ上げることを求めている

## 反応

### 台湾
アメリカ合衆国下院で草案を可決した際、2018年1月10日に中華民国総統府の報道官が感謝を示した。アメリカ合衆国上院が可決した際、2018年3月1日にも、心から感謝すると述べた。

### 中国
中国国営英字紙チャイナ・デイリーは2018年3月2日、台湾の蔡英文総統が主権を主張すれば、台湾の離脱を阻止するため反国家分裂法発動が避けられなくなるだろうと述べると同時に、トランプ大統領が台湾旅行法を有効にするための署名を行った場合、台湾を巡る戦争に発展する可能性があると警告している。